# アルベルト・フローリアーン
アルベルト・フローリアーン（ハンガリー語: Albert Flórián, 1941年9月15日 - 2011年10月31日）は、ハンガリー出身のサッカー選手。ポジションはフォワード、ミッドフィールダー。優れた才能を見せ、1967年にハンガリー人初となるバロンドールを受賞した。プロキャリア通算537試合に出場し、383得点を記録した。

## 経歴
1958年、17歳でフェレンツヴァーロシュTCのトップチームにデビューし、1959-1960シーズンには26試合出場27得点を挙げ得点王となった。16年間のキャリアの全てをフェレンツェヴァーロシュで過ごし、17シーズンの間にリーグ戦351試合出場256得点、リーグ優勝4回、インターシティーズ・フェアーズカップ（現UEFAヨーロッパリーグ）優勝1回の記録を残して1974年に引退した。
ハンガリー代表デビューはまだ17歳だった1959年6月28日のスウェーデン戦。1960年のローマオリンピックで銅メダルを獲得。1962年ワールドカップ・チリ大会では4得点を記録し、ドラジャン・イェルコヴィッチ、ガリンシャ、ババ、ワレンチン・イワノフ、レオネル・サンチェスと並び得点王となった。
その後は1964年欧州選手権、1966年ワールドカップ・イングランド大会、1972年欧州選手権にも出場するなど代表通算75試合出場32得点を記録した。
2011年10月31日、心臓発作を起こして死去。70歳没。

## タイトル
フェレンツヴァーロシュ
- フェアーズカップ：1965
- ハンガリーリーグ：1962-1963, 1963-1964, 1966-1967, 1967-1968
- ハンガリーカップ：1972

個人タイトル
- バロンドール：1967
- ハンガリーリーグ得点王：1959-1960, 1960-1961, 1964-1965
- FIFAワールドカップ得点王：1962
- FIFAワールドカップベストヤングプレイヤー：1962